# Lac Houël
Lac Houël är en sjö i Kanada.   Den ligger i regionen Nord-du-Québec och provinsen Québec, i den östra delen av landet, 1 500 km nordost om huvudstaden Ottawa. Lac Houël ligger 309 meter över havet. Arean är 31 kvadratkilometer. Den sträcker sig 11,8 kilometer i nord-sydlig riktning, och 7,8 kilometer i öst-västlig riktning.
Trakten runt Lac Houël består i huvudsak av gräsmarker. Trakten runt Lac Houël är nära nog obefolkad, med mindre än två invånare per kvadratkilometer.